# MIT/GNU Scheme
MIT/GNU Scheme是Scheme编程语言的一种方言和实现，Scheme是Lisp的一种方言。它可以为x86（IA-32、x86-64）处理器架构产生本机二进制文件。它支持R7RS-small标准。它是在GNU通用公共许可证（GPL）下发行的自由及开放源代码软件。最初由麻省理工学院（MIT）的开发者在1986年发行 ，它作为自由软件甚至早于自由软件基金会、GNU和GPL的问世。它现在GNU计划的一部份。
它的特征是有丰富的运行时软件库、强力的源代码级别调试器、一个本机代码编译器和内建的叫做Edwin的类Emacs编辑器。
图书《计算机程序的构造和解释》和《经典力学的构造和解释》包含了可以在MIT/GNU Scheme上运行的软件。

## Edwin
Edwin是MIT/GNU Scheme附带的一个内建的类Emacs编辑器。Edwin通常显示*scheme*数据缓冲区，模态行，和在它启动时的极小缓冲区。就像在Emacs中，模态行给出信息比如其上缓冲区的名字和这个缓冲区是只读、已修改或未修改。

## 引用
1. ↑  . 2023年1月7日  [2023年1月7日] （英語）.
2. ↑  . 3 Oct 2021  [3 Oct 2021]. （原始内容存档于2019-05-11）.
3. ↑  Hanson, Chris. . GNU Operating System. Free Software Foundation. 28 October 2018  [11 April 2019]. （原始内容存档于2019-04-24）.
4. ↑  . GNU Operating System. Free Software Foundation.   [11 April 2019]. （原始内容存档于2015-12-05）.}